# Raindrops Keep Fallin’ on My Head
Raindrops Keep Fallin’ on My Head – singel B.J. Thomasa z października 1969, opublikowany na potrzeby ścieżki dźwiękowej do westernu Butch Cassidy i Sundance Kid. Autorami i producentami utworu są Burt Bacharach i Hal David. Singel zapewnił twórcom Oscara za najlepszą piosenkę oryginalną oraz dotarł do pierwszego miejsca na amerykańskiej liście przebojów Hot 100 „Billboardu” i norweskiej Topp 20 Single.
W 2014 utwór otrzymał nagrodę Grammy Hall of Fame.